# Nicolas Armindo
Pas d'image ? Cliquez ici
Nicolas Armindo, né le 8 mars 1982 à Colmar, est un pilote automobile français d'origine portugaise engagé en Le Mans Series au sein de l'écurie IMSA Performance Matmut.

## Biographie
Après avoir débuté en karting, il commence la course automobile en Formule Campus en 2001 puis évolue de 2002 à 2003 en Championnat de France de Formule Renault et en Eurocup Formule Renault.
Depuis 2004, Nicolas Armindo participe à la Porsche Carrera Cup Allemagne et obtient ses premières victoires avec Porsche.

## Palmarès
- Porsche Carrera Cup Allemagne
  - Champion en 2010
  - Sept victoires entre 2005 et 2010

- Porsche Supercup
  - Trois victoires à Silverstone en 2007, Monza en 2008 et Hockenheim en 2010

- Championnat d'Europe FIA GT3
  - 3e du classement pilote en 2009 avec une Audi R8 LMS du Team Rosberg

- Le Mans Series
  - Champion de la catégorie GTE Am en 2011 avec Raymond Narac
  - Vainqueur des 1 000 kilomètres de Spa dans la catégorie GTE Am en 2011
  - Vainqueur des 6 Heures d'Imola dans la catégorie GTE Am en 2011
  - Vainqueur des 6 Heures d'Estoril dans la catégorie GTE Am en 2011

- Championnat du monde d'endurance FIA
  - Vainqueur des 6 Heures de Spa dans la catégorie GTE Am en 2012

## Résultats aux 24 Heures du Mans
| Année | Voiture             | Équipe                  | Équipiers                      | Résultat |
| ----- | ------------------- | ----------------------- | ------------------------------ | -------- |
| 2011  | Porsche 997 GT3-RSR | IMSA Performance Matmut | Raymond Narac / Patrick Pilet  | 17e      |
| 2012  | Porsche 997 GT3-RSR | IMSA Performance Matmut | Raymond Narac / Anthony Pons   | 21e      |
| 2014  | Porsche 997 GT3-RSR | IMSA Performance Matmut | Raymond Narac / David Hallyday | 31e      |